# Цаплинка
Цаплинка — река в России, протекает по территории Красногородского района Псковской области. Река вытекает из озера Высокое, течёт преимущественно на север. Устье реки находится в 12 км по левому берегу реки Инницы напротив деревни Поляково. Длина реки — 14 км.
На реке стоят деревни Пограничной волости, крупнейшая из них — Александрово.

## Данные водного реестра
По данным государственного водного реестра России относится к Балтийскому бассейновому округу, водохозяйственный участок реки — Великая. Относится к речному бассейну реки Нарва (российская часть бассейна).
Код объекта в государственном водном реестре — 01030000212102000028785.